# Chiesa evangelica battista (La Spezia)
La chiesa evangelica battista della Spezia è una chiesa protestante che fa capo al culto battista e sorge nel centro cittadino lungo la via Milano.

## Storia
La storia degli evangelici alla Spezia risale al 1866, quando l'inglese Edward Clarke e a sua sorella realizzarono scuole o orfanotrofi che raccoglievano ragazzi e ragazze in una città in forte crescita ed espansione. 
Erano gli anni in cui il nuovo arsenale militare stava nascendo, in cui le vecchie mura cittadine venivano abbattute per far posto ad un nuovo quartiere operaio, il quartiere Umbertino, in cui la linea ferroviaria La Spezia-Genova veniva completata: molti immigrati stavano popolando la città con la prospettiva di un lavoro. Ma per molti la vita era dura e la città soffriva di carenze di strutture, assenza di norme igieniche, malattie ed epidemie (come il colera).
Questo è il contesto in cui Clarke operava, dando un notevole contributo alle istituzioni scolastiche e religiose. In quel periodo c'è un forte interesse in Inghilterra e negli Stati Uniti verso l'Italia per motivi politici: Risorgimento, unità del paese, sviluppo della democrazia si cercano nuove alleanze, ma ci sono anche i motivi religiosi che portano Clarke ad avvicinare gli spezzini al protestantesimo.
Nel 1870 venne inaugurata la chiesa battista, che sarebbe quindi la più antica d'Italia. 
Questo lavoro venne meno, fino ad interrompersi, durante il fascismo e l'orfanotrofio femminile (l'attuale clinica Alma Mater) venne venduto.
Alla fine della guerra un altro missionario inglese  Arrigo Alberto Pullen continua l'opera di evangelizzazione del golfo dei Poeti tanto caro agli inglesi.
E ancora oggi la testimonianza evangelica della Comunità prosegue. I principii di Clarke vengono mantenuti anche se i problemi sono decisamente cambiati: la nuova immigrazione, i profughi e il dialogo interreligioso.

## Architettura
La sede spezzina, decorata da Augusto Magli, è composta dalla chiesa, da alloggi e da una scuola. 
L’edificio, caratterizzato da un forte verticalismo, offre un apparato decorativo di ascendenza gotica e rinascimentale, secondo il gusto storicistico dell’epoca.